# ČSD-Baureihe EMU 28.0
Die ČSD-Baureihe EMU 28.0 umfasste die ersten Triebwagen der Elektrischen Tatrabahn aus dem Jahr 1908. Bei der Umstellung von 550 V auf 1500 V Gleichspannung wurden sie entsprechend umgebaut. Die ursprüngliche Nummerierung der TEVD war 1 – 3.

## Geschichte
Eingesetzt wurden die zweiachsigen Triebwagen auf dem weniger anspruchsvollen Streckenabschnitt von Poprad nach Starý Smokovec, die anspruchsvolleren Abschnitte Starý Smokovec – Tatranská Lomnica und Starý Smokovec – Štrbské Pleso war den vierachsigen Fahrzeugen vorbehalten.
Gegenüber den gleichzeitig beschafften Triebwagen 21 (Posttriebwagen) und 31 – 32 (Gütertriebwagen, bereits 1911 demotorisiert) erreichten die drei Personentriebwagen eine Höchstgeschwindigkeit von 40 km/h.
Die Wagen versahen über Jahrzehnte den Dienst auf den Strecken, bis sie durch den ansteigenden Tourismusbetrieb den Anforderungen nicht mehr gerecht wurden. Mit der Modernisierung der Tatrabahn und der darauffolgenden Lieferung der neuen Fahrzeuge der Reihe EMU 89.0 wurden sie mit den anderen zweiachsigen Altbautriebwagen EMU 25.0 und EMU 26.0 1969 ausgemustert und verschrottet.

## Technische Merkmale
Der Wagen ist wie die anderen zweiachsigen Wagen vom Grundsatz her eine Straßenbahnkonstruktion mit einer selbsttätigen Traktionsbremse. Es ist heute nicht mehr nachvollziehbar, ob es sich hier um eine Saugluft- oder eine Druckluftbremse handelte.
Von allen zweiachsigen Fahrzeugen der Tatrabahn weist diese Reihe den geringsten Achsstand, den geringsten Raddurchmesser, dafür aber die höchste Geschwindigkeit auf. Das Übersetzungsverhältnis war wie bei dem EMU 25.0.
Die größte Eigenheit des Fahrzeugs war der Kompressor für die Druckluft, der per Riementrieb von einer Antriebsachse getrieben wurde. Dazu hatte er eine Warneinrichtung bei nicht ausreichendem Luftdruck; im Falle zu geringen Luftdrucks sprach ein elektrischer Warngong an.
Die elektrischen Fahrmotoren waren in Reihe geschaltet, der Kontroller hatte 8 Fahrstufen, von denen eine die Sparstufe war.